# Nectanebo II
Nectanebo II ook bekend onder zijn Egyptische naam Nachthorheb was farao van 360 t/m 343 v.Chr., 30e dynastie, en was de laatste der Egyptische farao's. Hij vluchtte namelijk in 343 v.Chr. voor de tweede Perzische invasie via de Nijl naar Ethiopië, waarna het Egypte van de oude dynastieën ophield te bestaan. Vele tempels en heiligdommen werden tijdens deze korte tweede bezettingsperiode door de Perzische overheersers in ruïnes veranderd.